# 1967年日本グランプリ (4輪)
1967年の日本グランプリは、1967年5月3日に富士スピードウェイにて決勝レースが行われた。参加車両はグループ6スポーツカー（プロトタイプレーシングカー）が中心。正式名称は「第4回日本グランプリ自動車レース大会」。

## 概要
4回目となる日本GPは前回に続き富士スピードウェイで開催された。自動車メーカー系チームの中では、プリンス自動車と日産自動車の合併により再編された日産ワークスが注目された。マシンは前年優勝したプリンス・R380を改良した日産・R380II。ドライバーは旧プリンス系の砂子義一（前年の優勝者）、大石秀夫と、日産追浜ワークス系の北野元、高橋国光という合同編成になった。トヨタ自動車は今回は出場を見送り、極秘にトヨタ・7開発計画を進めた。ダイハツ工業は小排気量クラスのミッドシップマシン、ダイハツ・P-5を開発して参戦した。
プライベーターではポルシェ・906のエントリーが3台に増加し、前年活躍した滝進太郎に加えて、生沢徹と酒井正も906で参戦した。安田銀治とロドニー・クラークは北米Can-Amシリーズ用のローラ・T70Mk.IIをグループ6仕様に改修。また、シェルビー・デイトナのデザイナーとして知られるピート・ブロックが日野・コンテッサのエンジンを搭載したヒノ・サムライで参戦。斬新なボディデザインに加え、「サムライ」にちなんで俳優の三船敏郎がチーム監督を務めることも話題となった。

## 展開

### 予選
今回から予選通過基準タイムが設定されることになり、ダイハツ・P-5は2台とも予選落ちした。また、ヒノ・サムライは練習走行中のトラブルからオイルパンを交換したが、その箇所が最低地上高100mmという車輌規定に違反し車検不合格となった。三船監督は特例として決勝出場を認めてもらおうと直訴したが、オフィシャルの判断は覆らなかった。結果、決勝レースに進んだのは日産4台・ポルシェ3台・ローラ2台の計9台という、国内最高峰イベントとしては少ない台数となった。
ポールポジションは生沢徹（ポルシェ）が富士スピードウェイの公式記録として初めて2分を切り獲得した。2位に酒井正、4位に滝進太郎とプライベーターポルシェ勢が付け、事前練習で2分を切っていた日産勢は余力を窺わせつつ予選を終えた。

### 決勝
スタートでは予選3列目の安田銀治がシボレー製5,500ccエンジンの馬力に物をいわせてホールショットを奪ったが、すぐさま生沢、酒井、高橋国光に抜かれて後退した。安田は1周目の最終コーナーでスピンし、後続の北野元と砂子義一のR380IIもそのあおりで大きく出遅れた。日産勢は大石秀夫もS字コーナーでスピンしており、高橋以外は優勝争いから脱落するという誤算に見舞われた。高橋は2周目に酒井を抜くとトップの生沢に肉薄し、時折威嚇するようにパッシングライトを点滅しながら、テール・トゥ・ノーズの状態で機を窺った。
18周目、トップの生沢はS字コーナー侵入でシフトダウン操作を誤り、後輪がロックしてハーフスピンした。接触を避けようとした高橋もろともエスケープゾーンに飛び出し、両者ともエンジンが停止した。生沢はエンジンを再始動してコースに復帰し、ダメージチェックのためピットイン。この際、チームクルーが機転を利かせ、同時に燃料再給油作業も済ませた。一方の高橋はエンジンの再始動に手間取り、ピットインの間に周回遅れとなって勝機を逃した。
2位でレースに復帰した生沢は無給油作戦でトップを走る酒井との差を縮め、レース中盤からポルシェ2台による抜きつ抜かれつのバトルが展開された。46周目、30度バンクで酒井のポルシェは挙動を乱し、ガードレールを飛び越えて高速クラッシュ。マシンは裏返しになって大破したものの、酒井は奇跡的に軽症で救出された。
レース終盤、生沢はガス欠の不安から慎重に周回を重ね、ポール・トゥ・ウィンで60周のレースを制した。不運なアクシデントで後退した高橋は同ラップの2位まで挽回。以下砂子、北野と日産勢がチェッカーを受けた。
勝敗は外国車が国産車を破る形となったが、生沢のポルシェは国産のブリヂストンタイヤ、日産勢は米国製ファイアストンタイヤを履いていた。この勝利は国産レーシングタイヤがメジャーレースで記録した初の1勝となった。

## リザルト

### 予選
| 順位 | No. | クラス | ドライバー         | 車名                 | エントラント                         | タイム  |
| ---- | --- | ------ | ------------------ | -------------------- | ------------------------------------ | ------- |
| 1    | 8   | GP-II  | 生沢徹             | ポルシェ・カレラ6    | 三和自動車（株）                     | 1'59.43 |
| 2    | 7   | GP-II  | 酒井正             | ポルシェ・カレラ6    | 日本オートクラブ小島常男             | 2'02.30 |
| 3    | 10  | GP-II  | 高橋国光           | ニッサン・R380A2     | 高橋国光                             | 2'02.66 |
| 4    | 6   | GP-II  | 滝進太郎           | ポルシェ・カレラ6    | FISCOクラブ大槻昌                    | 2'03.13 |
| 5    | 9   | GP-II  | 北野元             | ニッサン・R380A2     | 北野元                               | 2'03.83 |
| 6    | 12  | GP-II  | 砂子義一           | ニッサン・R380A2     | 砂子義一                             | 2'04.04 |
| 7    | 11  | GP-II  | 大石秀夫           | ニッサン・R380A2     | 大石秀夫                             | 2'04.99 |
| 8    | 15  | GP-III | 安田銀治           | 大京チェンスペシャル | 日本オートクラブ小島常男             | 2'12.41 |
| 9    | 14  | GP-III | ロドニー・クラーク | ローラ・T70          | TEAM TORO                            | 2'17.79 |
| 10   | 1   | GP-I   | 吉田隆郎           | ダイハツ・P-5        | ダイハツ・コンパーノ・クラブ寺尾慶弘 | 2'20.6  |
| 11   | 2   | GP-I   | 久木留博之         | ダイハツ・P-5        | ダイハツ・コンパーノ・クラブ寺尾慶弘 | 2'21.0  |
| 12   | 5   | GP-II  | 山口良夫           | フェアレディ2000     | 山口良夫                             |         |

- クラス区分はGP-I（700cc～1300cc）、GP-II（1300cc～2000cc）、GP-III(2000cc～)。
- エントリー16台中予選出走12台（No.16,No.17,No.18はエントリーのみ、No.3は車検不通過）。
- 公式タイムは予選通過者のみ発表。

### 決勝
| 順位 | No. | クラス | ドライバー         | 車名                 | エントラント                         | 周 | タイム/リタイア | グリッド |
| ---- | --- | ------ | ------------------ | -------------------- | ------------------------------------ | -- | --------------- | -------- |
| 1    | 8   | GP-II  | 生沢徹             | ポルシェ・カレラ6    | 三和自動車（株）                     | 60 | 2:04'39.22      | 1        |
| 2    | 10  | GP-II  | 高橋国光           | ニッサン・R380A2     | 高橋国光                             | 60 | 2:06'25.23      | 3        |
| 3    | 12  | GP-II  | 砂子義一           | ニッサン・R380A2     | 砂子義一                             | 59 | 2:04'43.95      | 6        |
| 4    | 9   | GP-II  | 北野元             | ニッサン・R380A2     | 北野元                               | 59 | 2:05'35.32      | 5        |
| 5    | 6   | GP-II  | 滝進太郎           | ポルシェ・カレラ6    | FISCOクラブ大槻昌                    | 58 | 2:05'15.40      | 4        |
| 6    | 11  | GP-II  | 大石秀夫           | ニッサン・R380A2     | 大石秀夫                             | 58 | 2:06'47.16      | 7        |
| 7    | 14  | GP-III | ロドニー・クラーク | ローラ・T70          | TEAM TORO                            | 57 | 2:06'15.65      | 9        |
| 8    | 7   | GP-II  | 酒井正             | ポルシェ・カレラ6    | 日本オートクラブ小島常男             | 45 | アクシデント    | 2        |
| Ret  | 15  | GP-III | 安田銀治           | 大京チェンスペシャル | 日本オートクラブ小島常男             | 15 | ガスケット      | 8        |
| NS   | 1   | GP-I   | 吉田隆郎           | ダイハツ・P-5        | ダイハツ・コンパーノ・クラブ寺尾慶弘 |    | 予選落ち        |          |
| NS   | 2   | GP-I   | 久木留博之         | ダイハツ・P-5        | ダイハツ・コンパーノ・クラブ寺尾慶弘 |    | 予選落ち        |          |
| NS   | 5   | GP-II  | 山口良夫           | フェアレディ2000     | 山口良夫                             |    | 予選落ち        |          |
| NS   | 3   | GP-I   | ピート・ブロック   | HINO SAMURAI         | PETE BROCK                           |    | 車検不合格      |          |

- スターティンググリッドは3-4-3左上位方式。
- ファステストラップ 2分00秒80 生沢徹（ポルシェ）

## エピソード
優勝者の生沢徹は前年までプリンスワークスの所属ドライバーだった。今回はイギリスF3選手権挑戦から一時帰国して日産ワークスと契約しようとしたが、合併によりドライバーが余っている状態だったため、「契約はするが日本GPには出場させられない」と返答された。そこで三和自動車のショールームに展示されていたポルシェ・906を借り受け、式場壮吉らレース仲間の協力でペプシコーラ、STP、VAN、ブリヂストンなどのスポンサーを募り、プライベーターとして参戦することになった。「組織に背を向けた一匹狼の逆襲」は反響を呼び、優勝後の生沢はマスコミをにぎわす時の人となった。本人は「『レースに優勝した』ということより『オレを断ったニッサンに勝った』ということが嬉しかったね」と振り返っている。
生沢自身はスポンサーとの契約金で海外活動の目途がついたことに安心しており、また、ワークスの実力を知る立場として、どうしても勝たなければならないとは考えていなかったという。高橋国光に抜かれても2位で上々だったというが、致命的なシフトミスで喫したスピンが逆に勝利を呼び込む結果となった。その日の夕方、生沢は日産チームの宿を訪れ、高橋国光にスピンに巻き込んだことを謝り、高橋も快くこれを許してくれたという。

## データ
- 大会名 第4回日本グランプリ自動車レース大会
- 主催 日本自動車連盟
- 決勝観客数 8万5千人
- 日程
  - 5月2日 公式予選
  - 5月3日
    - 8時30分 ツーリングカーレース（15周）
    - 10時 GTカーレース（20周）
    - 13時 日本グランプリ（60周）
    - 16時 フォーミュラカーレース（25周）
- サポートレース勝者
  - ツーリングカー 横山達（日産・スカイライン2000GT）
  - GTカー 黒澤元治（日産・フェアレディ2000）
  - フォーミュラカー 望月修（コルト・フォーミュラ2A）